# Ordem de Santo Agostinho
A Ordem de Santo Agostinho (em latim: Ordo Sancti Augustini, OSA) é uma ordem mendicante da Igreja Católica.
Seus membros são denominados agostinianos, agostinhos ou ainda frades eremitas. Até 1968, a ordem era conhecida pelo nome Ordem dos Eremitas de Santo Agostinho (OESA). 
Fundada em 1244 pela união de diversas comunidades eremíticas na região da Toscana que seguiam a Regra de Santo Agostinho (escrita pelo próprio no século V), a ordem é formada tanto por frades também ordenados sacerdotes como também por aqueles que só professaram seus votos religosos.
A ordem foi responsável pela difusão internacional da veneração mariana de Nossa Senhora do Bom Conselho (Mater boni consilii).

## História
O dia 16 de dezembro de 1243, o Papa Inocêncio IV emitiu a bula Incumbit nobis conclamando numerosas comunidades eremitas da Toscana a se unirem em uma só ordem religiosa com a Regra e forma de vida determinadas por Santo Agostinho, às comunidades que fundou durante sua vida.
Os principais eremitas eram: os Eremitas de Santo Agostinho da Túxia, cujos mosteiros, originariamente independentes, em março de 1244, por decisão da Santa Sé, foram reunidos numa única organização; os Eremitas de Brettino, pelo nome da localidade; e os Eremitas de Giovanni Bono.
No mês de março de 1256, em Roma, em Santa Maria del Popolo, reuniram-se, por vontade do Papa Alexandre IV, os delegados de todos os mosteiros acima citados e de outros institutos menores, num total de cerca de trezentos e sessenta membros. Na presença do legado papal, cardeal Ricardo degli Annibaldi, os frades eremitas ouviram e aceitaram a vontade do Pontífice de se reunirem para constituir uma única grande Ordem, a dos Eremitas de Santo Agostinho.
Os frades eremitas da Toscana elegeram, então, um prior-geral e formalizaram suas constituições. A Santa Sé achou por bem fazer isso também para que os frades se transferissem para as cidades e lá construíssem seus conventos, podendo assim catequizar o povo através do exemplo, da pregação e do atendimento nas confissões.
Desta forma, a Ordem Agostiniana passou a desenvolver sua dimensão apostólica, muito marcante em seu fundador.

## Presente
Atualmente, a Ordem de Santo Agostinho está presente em mais de 50 países, com o conclave de 2025 elegendo Leão XIV, o primeiro papa agostiniano. 

### Governo
A Ordem, além de seguir a Regra de Santo Agostinho, possui como base governamental suas Constituições, escritas pela primeira vez pelo prior-geral Augustinus Novellus em 1298. Essas constituições foram sendo atualizadas e revisadas ao longo dos séculos.
O cargo de prior-geral está no topo da hierarquia: o espanhol Alejandro Moral atualmente ocupa esse cargo, sendo eleito em setembro de 2013 e reeleito em 2019. Seu antecessor foi o peruano-americano Robert Prevost. O prior-geral da Ordem possui um mandato de seis anos, sendo eleito pelo capítulo geral da Ordem. Em seu governo, o prior-geral é assistido por seis assistentes e um secretário, também eleitos pelo capítulo geral, formando a chamada Curia Generalitia. 
Cada província da Ordem é governada por um provincial, cada comissariado por um comissário-geral, cada uma das duas congregações por um vigário-geral e cada mosterio por um prior: apenas o mosteiro de Alt-Brunn, na Morávia, está sob a responsabilidade de um abade. 
Além disso, cada universidade sob responsabilidade dos agostinianos está sob a direção de um reitor. 
Os membros da ordem ainda são subdivididos em padres e irmãos. Os Agostinianos ainda possuem um cardeal protetor responsável por representar a Ordem no colégio cardinalício da Santa Sé. 

## Freiras agostinianas
Freiras agostinianas são as mais antigas e o mais contínuo: segmento da ordem religiosa do Catolicismo Romano Agostiniano sob os cânones do método contemporâneo de estudo da história. As freiras agostinianas, nomeada por Sto. Agostinho de Hipona (430), são ordens monásticas Católico Romanas de mulheres enclausuradas que vivem de acordo com uma vida religiosa conhecida como a Regra de santo Agostinho. Conhecidas freiras agostinianas foram a compositora italiana Vittoria Aleotti, a mística italiana Santa Clara de Montefalco, a mística alemã Anna Catarina Emmerich e Santa Rita de Cássia.

## Personagens da Ordem reconhecidos pela Igreja

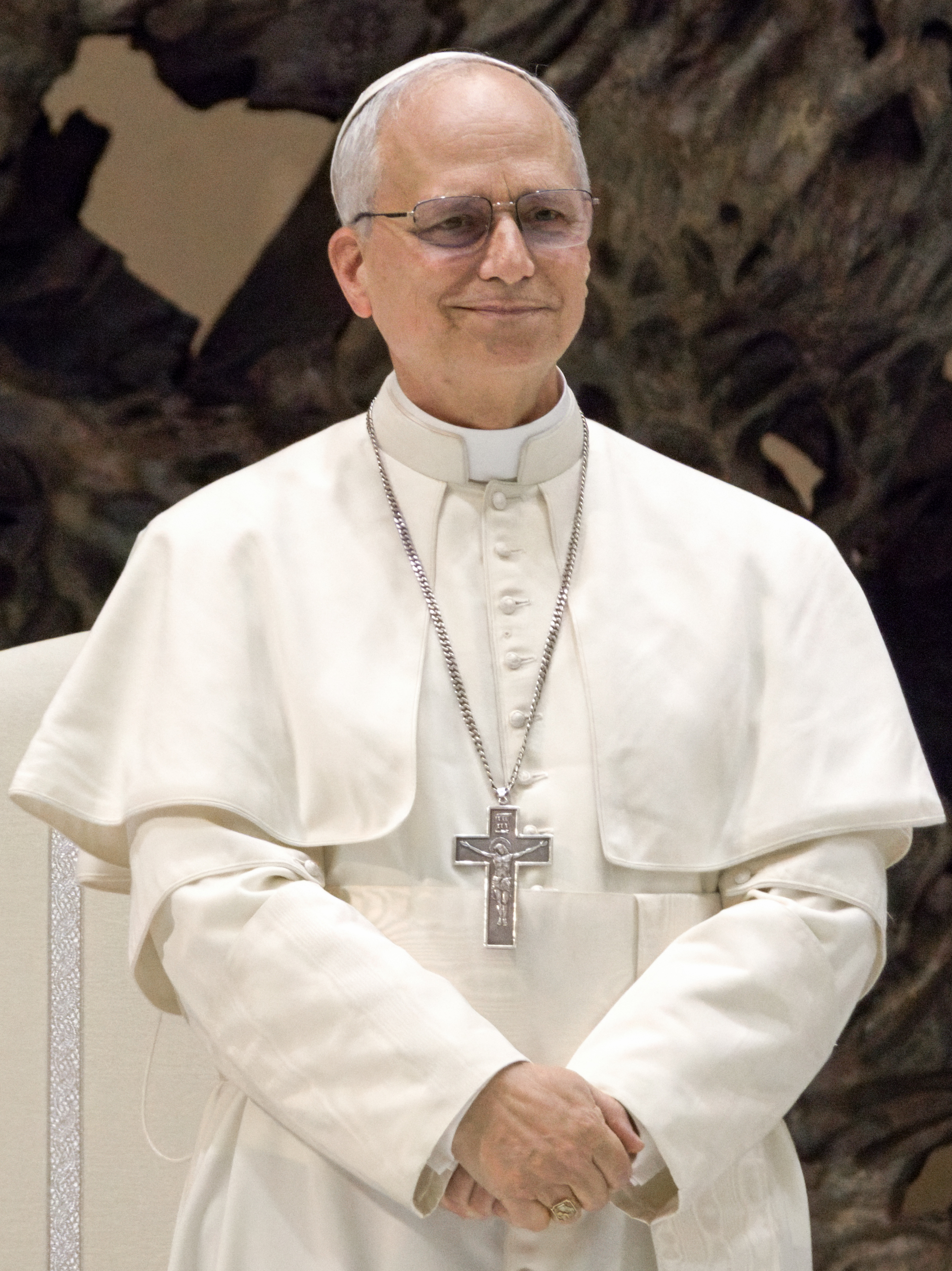
Leão XIV, nascido Robert Francis Prevost

### Papas
- Leão XIV (nascido em 1955); Primeiro papa agostiniano, segundo das Américas (o primeiro foi Francisco), primeiro papa nascido nos Estados Unidos e primeiro papa com cidadania peruana;

### Santos
- Agostinho de Hipona (13 de novembro de 354 - 28 de agosto de 430), protetor da ordem, Bispo de Hipona e Doutor da Igreja;
- Mônica de Hipona (c. 332 - c. 387), mãe de Santo Agostinho;
- Gaudioso de Nápoles (morto c. 455), bispo de Abitene, introduziu o uso da Regra de Santo Agostinho em Nápoles;
- Liberatus, Bonifácio, Servus, Rusticus, Rogatus, Septimus e Maximus (mortos em 484), mártires de Gafsa, canonizados em 6 de junho de 1671;
- Fulgêncio de Ruspe (462 ou 467 - 1 de janeiro de 527 ou 533), bispo de Ruspe;
- Agnelo de Nápoles (c. 535 - 14 de dezembro de 596), abade;
- Odolfo de Evesham (morto c. 855), missionário para os Frísios;
- Guilherme de Malavalle (morto em 10 de fevereiro de 1157), eremita, canonizado em 8 de maio de 1202;
- Nicolau de Tolentino (c. 1246 - 10 de setembro de 1305), místico, canonizado em 5 de junho de 1446;
- Santa Rita de Cássia (1381 - 22 de maio de 1457), padroeira das causas impossíveis;
- Santa Clara de Montefalco (1268 - 18 de agosto de 1308), penitente;
- João de Sahagún (c. 1430 - 11 de junho de 1479), padre e pacificador, canonizado em 16 de outubro de 1690;
- John Stone (morto provavelmente em 7 de dezembro de 1539), mártir da Reforma Inglesa, canonizado em 25 de outubro de 1970;
- Tomás de Vilanova (1488 - 8 de setembro de 1555), bispo da arquidiocese de Valença, canonizado em 1 de novembro de 1658;
- Afonso de Orozco (17 de outubro de 1500, 19 de setembro de 1591), padre, canonizado em 19 de maio de 2002;

## Legado e impacto
A ordem agostiniano tem envolvimento em especial com atividades de educação e de assistência social. Como exemplo, podemos citar Agostino Ciasca, arcebispo de Lárissa e cardeal, que estabeleceu um departamento especializado em línguas semíticas no Seminário Romano, publicou uma tradução para o árabe da obra Diatessaron, de Taciano, além de escrever o Bibliorum Fragmenta Copto-Sahidica, um livro contendo fragmentos do Antigo e do Novo Testamento em copta. 
Além disso, a Ordem é mantenedora de diversas instituições educacionais, especialmente na América Latina.

### Personagens célebres da Ordem
Abaixo estão listados alguns personagens notáveis relacionados à Ordem de Santo Agostinho que não foram canonizados ou passaram por nenhum tipo de reconhecimento deste tipo pela Igreja. 
- Martinho Lutero, iniciador da Reforma Protestante;
- Luis de León, poeta;
- Andrés de Urdaneta, militar, cosmógrafo e navegador espanhol;
- Gregor Mendel, pai da genética;
- José de Santa Rita Durão, orador e poeta, pai do indianismo no Brasil;

## A família agostiniana
A família agostiniana compõe-se dos seguintes ramos:
- Agostinianos Eremitas (Ordo eremitarum Sancti Augustini, OESA); vindos das congregações de eremitas da Itália central, reunidos como frades mendicantes, no século XII. Depois, chamados Ordem de Santo Agostinho: (OSA). Por terem tido a sua sede em Portugal no Convento da Graça (Lisboa), também era conhecida por Ordem dos Gracianos.[3]

Destacaram-se: São Nicolau Tolentino e Martinho Lutero.
- Religiosas Agostinianas, ou Ordem Segunda Agostiniana. Destacou-se, neste ramo, Santa Rita de Cássia.
- Cónegos Regulares de Santo Agostinho (Sacer et Apostolicus Ordo Canonicorum regularium Sancti Augustini, CRSA).
- Ordem dos Agostinianos Descalços, ramo surgido de uma reforma de 1592
- Cónegas de Santo Agostinho, vindas, como já dito, da congregação fundada, em 1597.
- Congregação dos Agostinianos da Assunção, fundados em 1845, pelo Pe. Emmanuel d'Alzon, com a finalidade de restaurar o ensino superior, segundo os princípios de Santo Agostinho, combater as sociedades secretas, lutar pela unidade da Igreja e pela vinda do Reino de Deus.
- Oblatas da Assunção, ramo feminino da congregação dos Agostinianos da Assunção. Fundador pelo Padre Emmanuel d'Alzon e pela Madre Marie-Correnson.
- Ordem dos Agostinianos Recoletos (OAR)